# Атріум Кафедральної церкви у Герасі
Атріум Кафедральної церкви у Герасі – монументальна споруда античного міста Гераса, котре передувало сучасному Джерашу (знаходиться за три з половиною десятки кілометрів на північ від столиці Йорданії Амману). Складова частина грандіозного комплексу руїн Гераси.

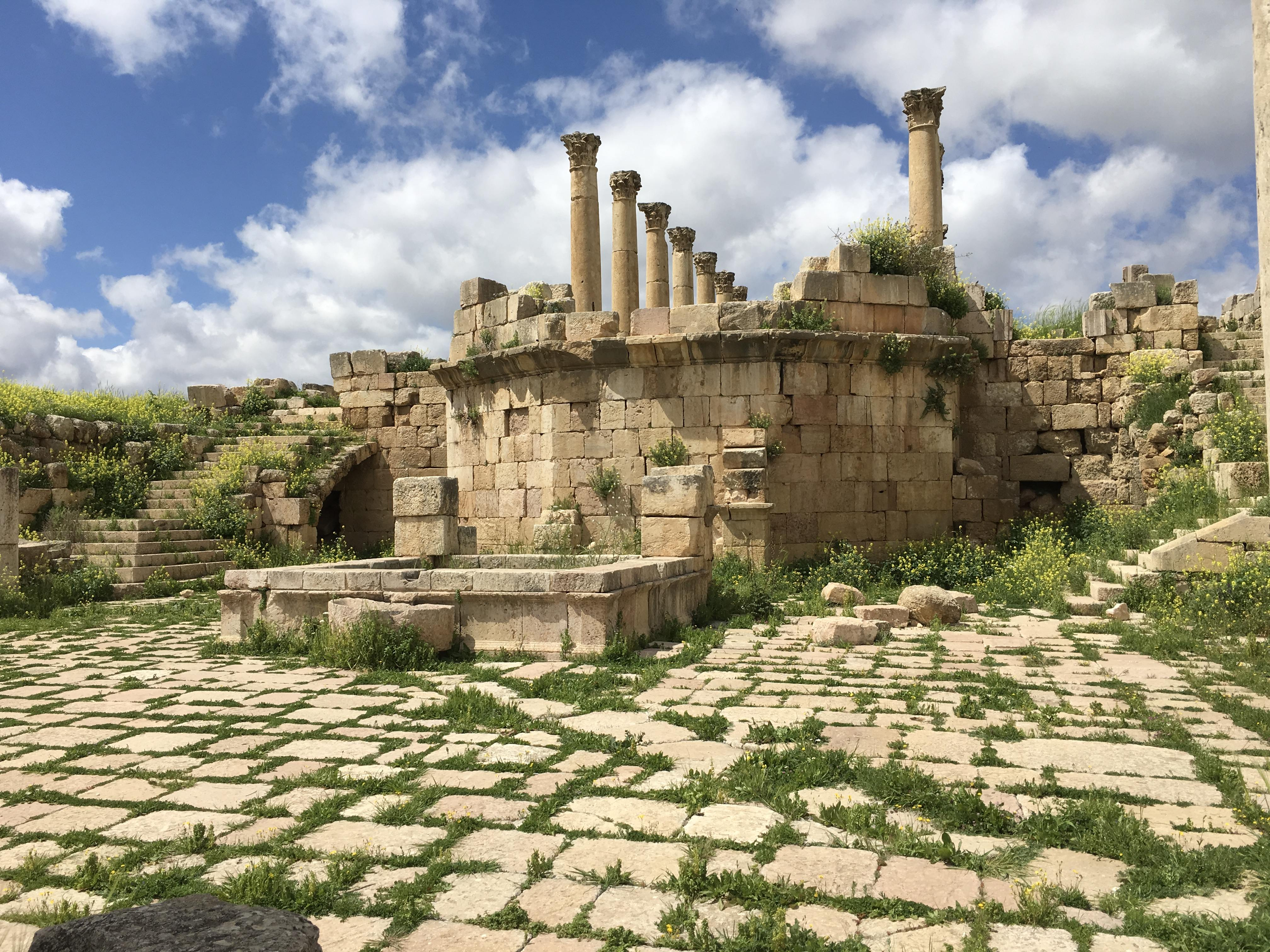
Вид на атріум зі сходу (від Кафедральної церкви). На задньому плані опорна тераса церкви Св.Теодора та її колони

Після перемоги християнства герасенський Храм Діоніса знесли до рівня подіуму та використали останній для спорудження так званої Кафедральної церкви (незважаючи на таку назву, наразі немає свідчень про особливий статус цієї культової споруди серед численних церков Гераси). При цьому вхід до неї знаходився із західної сторони – протилежної пропілеям колишнього язичницького храму, доступ до якого відкривався із герасенської кардо (головної вулиці напрямку північ-південь). Перед церквою облаштували атріум у вигляді відкритого квадратного майданчика, оточеного з усіх боків портиками.

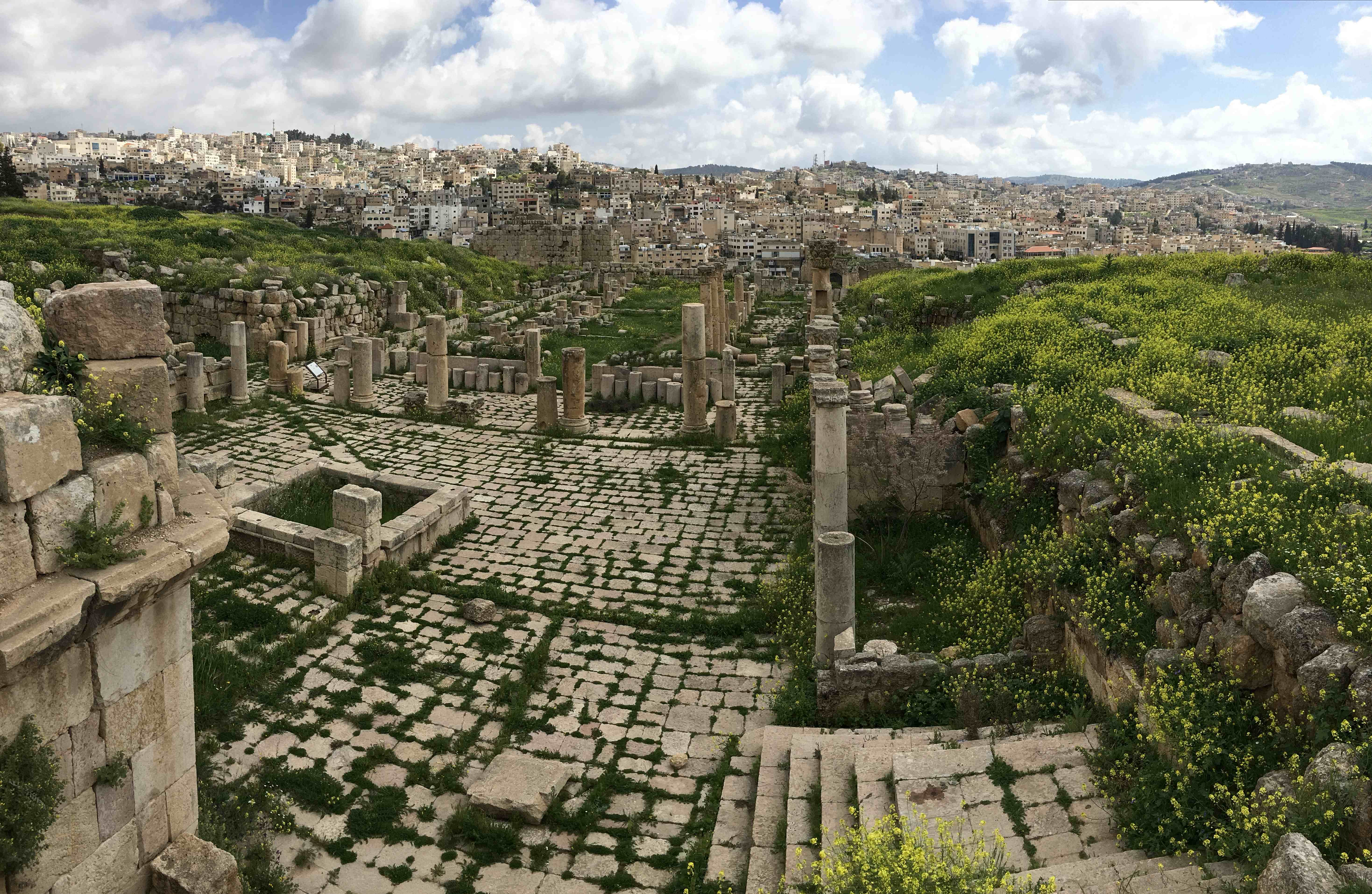
Вид на дворик з фонтаном від церкви Св.Теодора. За двориком на задньому плані незначні залишки Кафедральної церкви

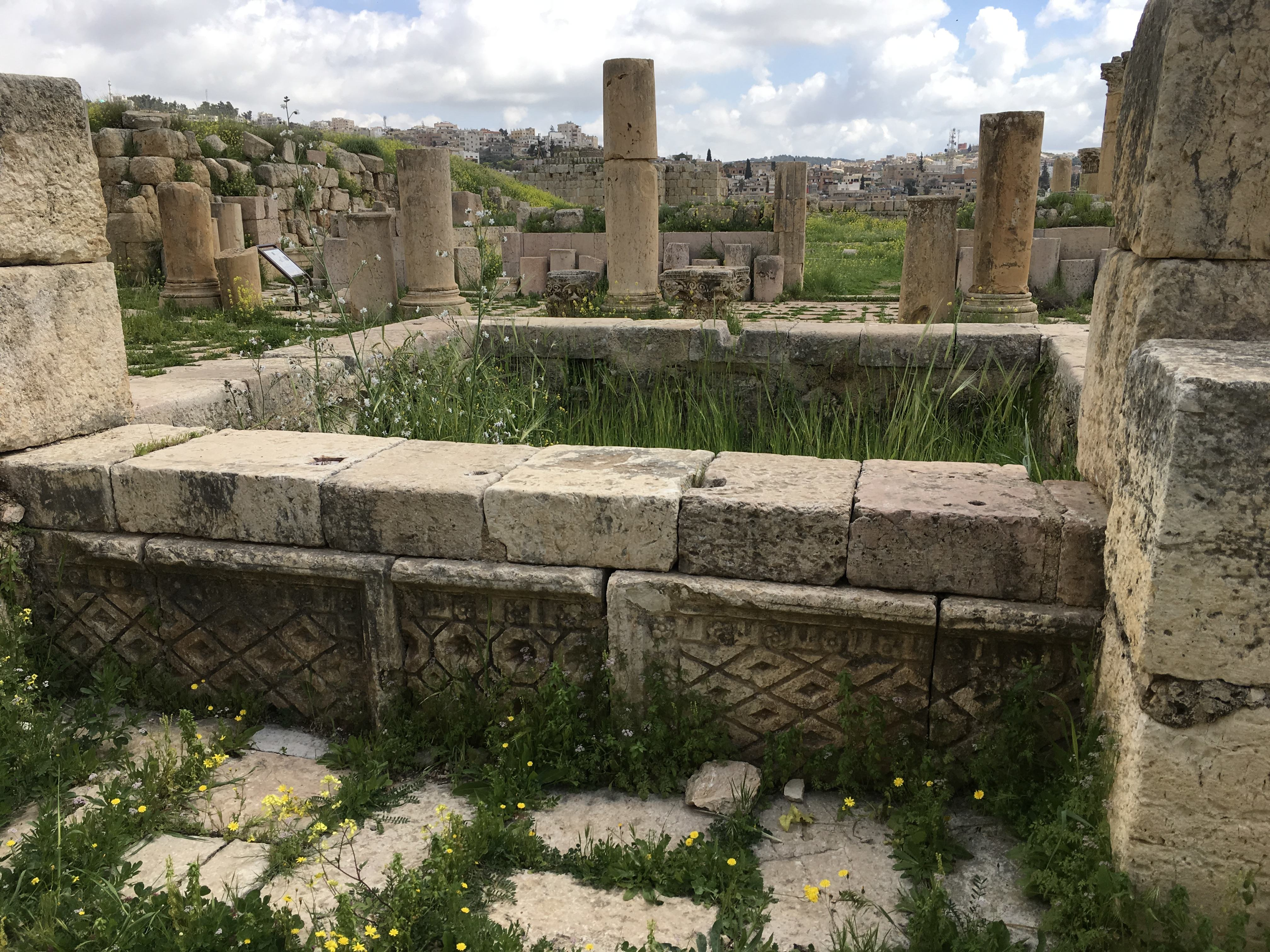
Фонтан із західної сторони, праворуч та ліворуч видно залишки арок, які з’єднували його з терасою церкви Св.Теодора

Східний (прилеглий до Кафедральної церкви) портик нараховував шість колон з коринфськими капітелями, тоді як на трьох інших встановили трохи менші колони іонічного ордеру (по 9 на південній та північній стороні і 11 на західній – всього 27, враховуючи подвійну лічбу кутових елементів). Колонади звели за рахунок розбирання інших споруд античного міста. Аудиторію східного портика вимостили червоними восьмикутниками та білими квадратами, тоді як на трьох інших сторонах, найімовірніше, використали мозаїчне мощення. Центральний двір атріума покривають прямокутні кам’яні плити.

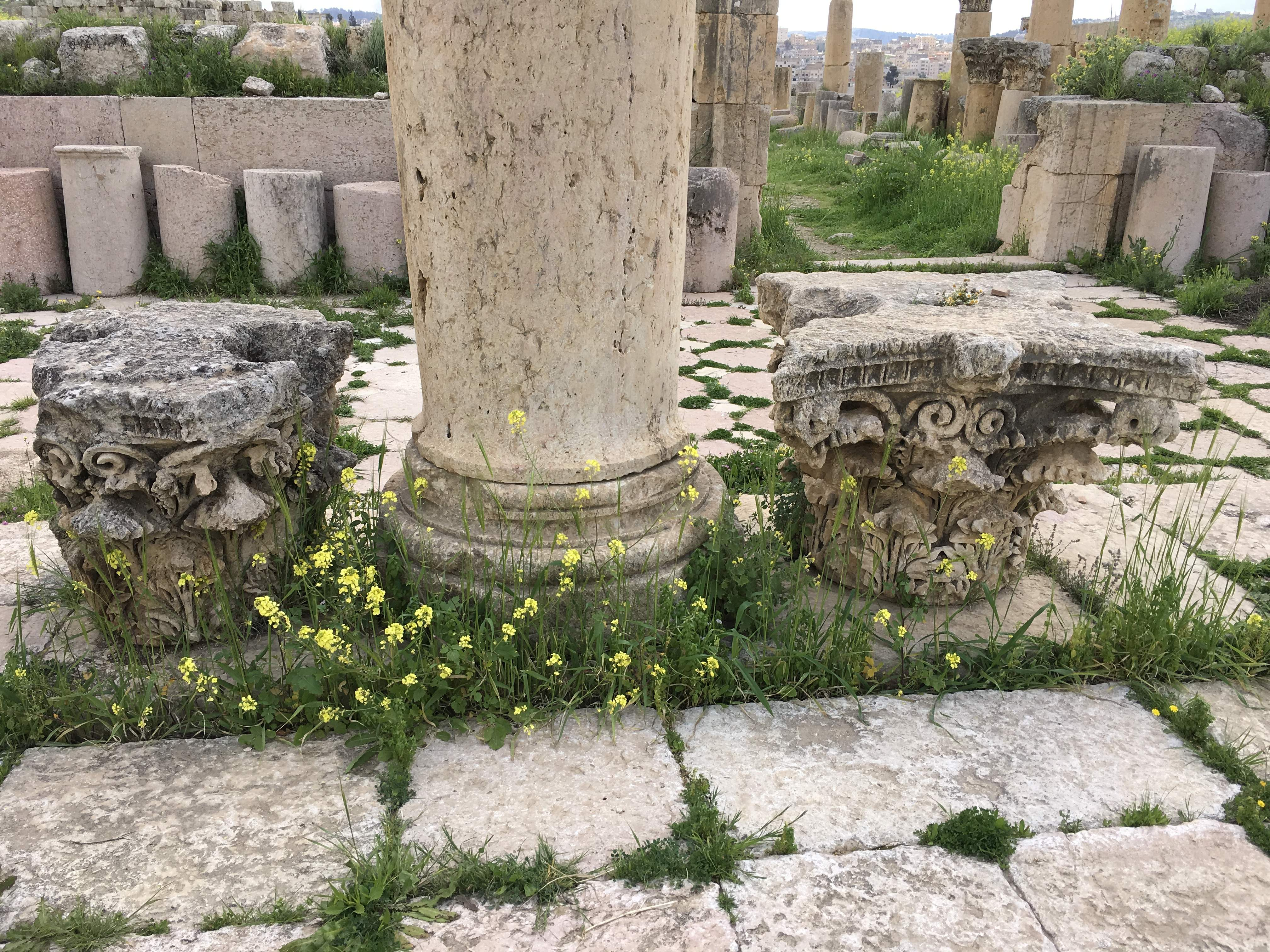
Капітель східного портику

В 494 році на захід від атріуму почали зводити Церкву Святого Теодора, розташовану вище по схилу пагорбу. Враховуючи останнє, під східною частиною церкви спорудили опорну терасу, котра при цьому поглинула західний портик. Тераса має центральний виступ та створює враження корабля, котрий пливе над двориком. А в 6 столітті до Кафедральної церкви прибудували невеличку каплицю, яка зайшла на територію південного портику атріуму та замістила чотири колони (одну кутову коринфську і три іонічні).
У центрі дворика знаходиться квадратний фонтан із рожевого вапняку. Коли спорудили церкву Св.Теодора, її терасу з’єднали з фонтаном двома арками, котрі підтримували перекриття (наразі від них залишились лише незначні елементи). Перекриття облаштували і над самим фонтаном. Вода подавалась до нього по свинцевій трубі, яку під’єднали до тієї ж траси, котра живила розташований неподалік грандіозний німфей (взагалі ж споруди у західній частині Гераси отримували воду з розташованого північніше від міських мурів басейну у Біркетейні).
Під 375 роком римський історик Єпіфаній повідомляв, що у Герасі щорічно провадиться фестиваль на честь чуда у Кані Галілейській, де Ісус обернув воду на вино. За його свідченням, місцем проведення фестивалю був «фонтан у мартиріумі» – вважають, що мався на увазі саме атріум Кафедральної церкви. Також існує припущення, що відзначання цього свята могло мати певні корені у язичницькій церемонії, пов’язаній з Діонісом (на місці храму якого і звели церкву).
Окрім входу з кардо (через пропілеї колишнього храму Діоніса), потрапити до майданчика можливо, спустившись від церкви Св.Теодора або із вулиці, котра спускається уздовж  південної сторони святилища Артеміди (через так званий пасаж Серапіона).